# Fufidius
Fufidius (1. század) római jogász
Vespasianus korában élt, híres jogász volt, életéről többet nem tudunk. Egyetlen munkája, egy kérdés-felelet formában szerkesztett jogi munka, elveszett.